# Bernardino Klumper
Bernardino Klumper (Ámsterdam, Países Bajos, 19 de marzo de 1864- Roma, Italia, 6 de mayo de 1931), fue un franciscano neerlandés, fue general de la Orden de los Frailes Menores en los años 1921-1927.

## Biografía
Nació el 19 de marzo de 1864 en Ámsterdam. Se unió a los franciscanos en 1881. Después de completar sus estudios filosóficos y teológicos, fue ordenado sacerdote en 1887. Estudió derecho en Roma. Después de regresar a los Países Bajos, fue profesor en el seminario provincial en 1889–1898. En 1989 se convirtió en profesor en el Antonianum de Roma. En 1904, el Papa Pío X lo nombró miembro de la comisión que codificaba el Código de Derecho Canónico. En los años 1921-1927 fue nombrado general de la orden. Contribuyó al desarrollo de las misiones franciscanas. Cofundó la revista "Antonianum". Falleció el 6 de mayo de 1931 en Roma. En 1934 el cuerpo del P. Klumper fue trasladado a los Países Bajos al monasterio de Weert.